# Recortes Cero-Grupo Verde
Recortes Cero-Grupo Verde (Recortes Cero-GV) est une coalition politique de écologiste et anti-austeritaire composée de Recortes Cero et de Los Verdes-Grupo Verde (GV).

## Résultats électoraux

### Élections générales espagnoles
| Année   | Tête de liste | Congrès des députés | Congrès des députés | Congrès des députés | Congrès des députés | Sénat     | Gouvernement |
| Année   | Tête de liste | Voix                | %                   | Rang                | Députés             | Sénateurs | Gouvernement |
| ------- | ------------- | ------------------- | ------------------- | ------------------- | ------------------- | --------- | ------------ |
| 2015    | Nuria Suárez  | 48 675              | 0,19                | 16e                 | 0 / 350             | 0 / 265   | Aucun        |
| 2016    | Nuria Suárez  | 51 907              | 0,22                | 11e                 | 0 / 350             | 0 / 265   | Aucun        |
| 04/2019 | Nuria Suárez  | 47 363              | 0,18                | 17e                 | 0 / 350             | 0 / 265   | Aucun        |
| 11/2019 | Nuria Suárez  | 35 042              | 0,14                | 17e                 | 0 / 350             | 0 / 265   | Aucun        |